# 1527 en littérature
| Années de la littérature : 1524 - 1525 - 1526 - 1527 - 1528 - 1529 - 1530    |
| Décennies de la littérature : 1490 - 1500 - 1510 - 1520 - 1530 - 1540 - 1550 |

Cet article présente les faits marquants de l'année 1527 en littérature.

## Événements
- 27 juin-13 août : la Conférence de Valladolid présidée par l'inquisiteur général Alonso Manrique, critique les ouvrages d'Érasme, mais est suspendu sans prendre de décision. Charles Quint adresse une lettre à Érasme daté de Burgos le 13 décembre qui autorise explicitement la diffusion de ses œuvres en Espagne[1].
- 14 ou 15 octobre : Clément Marot, valet de chambre du Roi, est jeté en prison à la Conciergerie ; il écrit à François Ier pour demander sa délivrance, et il est libéré dès le 1er novembre[2]. Après la mort de son premier protecteur  Florimond Robertet le 29 novembre, il compose une Déploration sur le trépas de feu messire Florimond Robertet[3].

## Parutions
- Barthélemy Latomus : Summa totius rationis differendi (« traité d'éloquence latine »)[4].
- Dans son ouvrage De Europae dissidiis et bello turcico  (« Des conflits européens et de la guerre turque »), l’humaniste espagnol Luis Vives préconise une union des royaumes d’Europe contre les Turcs[5].

- Invention supposée dans les bureaux des imprimeurs Giunti de l'autrice potentiellement fictive Nina Siciliana, considérée comme la première poétesse de l'histoire de l'Italie, ainsi que de ses sonnets, selon la théorie de 1891 d'Adolfo Borgognoni, reprise par le critique Giulio Bertoni[6].

## Naissances
- Benito Arias Montano, ou Benedictus Arias Montanus, orientaliste espagnol († 1598).

## Décès
- 21 juin : Nicolas Machiavel, penseur italien de la Renaissance, né en 1469.

- Fabio Calvo, philologue et humaniste italien, né vers 1470.